# Apatura pallas
Apatura pallas är en fjärilsart som beskrevs av John Henry Leech 1890. Apatura pallas ingår i släktet Apatura och familjen praktfjärilar. Inga underarter finns listade i Catalogue of Life.